# 歩兵第59連隊
歩兵第59連隊（ほへいだい59れんたい、歩兵第五十九聯隊）は、大日本帝国陸軍の連隊のひとつ。

## 沿革
- 1905年（明治38年）

7月17日 - 動員下令
8月8日 - 軍旗拝受
9月2日 - 大連に上陸、休戦後は韓国駐剳軍（後の朝鮮駐剳軍）の隷下となって京城の警備に就く
- 1907年（明治40年）2月 - 帰還
- 1908年（明治41年）10月 - 第15師団から第14師団に所属変更
- 1909年（明治42年）5月19日 - 習志野から栃木県河内郡国本村宝木（現:宇都宮市宝木町）に移転[1]。
- 1919年（大正8年） - シベリア出兵に従軍、1年半後に帰還
- 1926年（昭和2年）4月 - 満州駐留、奉天に駐屯
- 1929年（昭和4年） - 帰還
- 1931年（昭和6年） - 満州事変に出動
- 1932年（昭和7年）

3月7日 - 第一次上海事変のため上海に上陸
5月5日 - 停戦協定が成立、以後は満州に派遣される
- 1934年（昭和9年）4月 - 帰還
- 1937年（昭和12年）

9月3日 - 塘沽に上陸、北京、永定河渡河戦などに参加
- 1938年（昭和13年） - 徐州会戦に参加
- 1939年（昭和14年）12月22日 - 帰還
- 1940年（昭和15年）8月 - 師団の満州永久駐屯が決まり、本連隊はチチハルに駐屯する
- 1944年（昭和19年）

3月 - パラオ諸島への転進が決まる
4月24日 - 師団がパラオに到着、連隊本部や第1大隊はアンガウル島の守備に、第2大隊は師団直轄となる
7月20日 - アンガウル守備隊はパラオ本島（バベルダオブ島）への転進することとなり、第1大隊および他部隊と海軍部隊が残置される
10月19日 - 第1大隊は玉砕する
- 1945年（昭和20年）

8月 - 終戦

## 歴代連隊長
| 代 | 氏名       | 在任期間              | 備考               |
| -- | ---------- | --------------------- | ------------------ |
| 1  | 清水金生   | 1905.7.17 - 1907.8.14 | 中佐、1906.12.大佐 |
| 2  | 岩満仲太郎 | 1907.8.14 - 1912.9.28 | 中佐、1907.11.大佐 |
| 3  | 土橋彪     | 1912.9.28 - 1913.8.22 |                    |
| 4  | 国司精造   | 1913.8.22 - 1918.6.10 | 少将進級           |
| 5  | 生沼昭次   | 1918.6.10 -           |                    |
| 6  | 松尾伝蔵   | 1919.3.25 - 1921.7.20 |                    |
| 7  | 星野胞治   | 1921.7.20 - 1923.8.6  |                    |
| 8  | 十時維孝   | 1923.8.6 -            |                    |
| 9  | 林田芳太郎 | 1925.3.19 -           |                    |
| 10 | 林茂清     | 1928.3.4 -            |                    |
| 11 | 宮村俊雄   | 1931.3.11 -           |                    |
| 12 | 黒田重徳   | 1932.8.8 -            |                    |
| 13 | 冨永信政   | 1933.8.1 - 1935.8.1   |                    |
| 14 | 李垠       | 1935.8.1 -            |                    |
| 15 | 坂西一良   | 1937.3.1 -            |                    |
| 16 | 那須弓雄   | 1938.3.10 -           |                    |
| 17 | 萩原直之   | 1940.3.9 -            |                    |
| 末 | 江口八郎   | 1941.12.24 -          |                    |